# Mother Warriors
 (mars 2018).
Mother Warriors: A Nation of Parents Healing Autism Against All Odds, est le cinquième ouvrage publié par l'auteur, activiste et personnalité de la télévision américaine Jenny McCarthy, best-seller du New York Times. Son livre précédent,  Louder Than Words, est devenu numéro 3 sur la liste de best-seller du New York Times, et s'est écoulé à plus de 200 000 exemplaires à couverture rigide après 5 impressions. De nombreuses assertions de McCarthy dans son livre, notamment celle selon laquelle elle aurait guéri son fils de l'autisme grâce à la chélation, sont fortement contestées au sein de la communauté médicale et scientifique, la thérapie de chélation ayant été fatale dans au moins un cas. La préface a été écrite par le pédiatre de son fils Jay Gordon.

## Résumé
Le livre partage les histoires personnelles de plusieurs familles luttant contre l'autisme. Ces histoires se concentrent sur des thérapies visant à essayer de guérir leurs enfants, dont la propre histoire de McCarthy avec son enfant autiste, reprenant son activisme. Le livre compte la fille du fondateur d'Autism Speaks, qui prétend avoir changé le régime alimentaire de son fils et constaté une réduction des symptômes de son autisme. Le livre contient aussi une liste controversée de ressources sur l'autisme et un annuaire des médecins de DAN! (Defeat Autism Now!) connus pour être favorables à la théorie désormais largement discréditée selon laquelle l'autisme est causé par le mercure dans les vaccins.